# Machy (Aube)
Machy é uma comuna francesa na região administrativa de Grande Leste, no departamento de Aube. Estende-se por uma área de 2,74 km². Em 2010 a comuna tinha 118 habitantes (densidade: 43,1 hab./km²).